# Teilchenstrahl
Unter einem Teilchenstrahl oder Korpuskularstrahl wird in der Regel ein Strahl von Teilchen verstanden, deren Masse nicht null ist. Zu den Teilchenstrahlen gehören damit  insbesondere Elektronenstrahlen und Strahlen anderer Leptonen sowie Atomstrahlen, Molekularstrahlen und Ionenstrahlen.
Von einigen Fachautoren werden auch Strahlen aus elektromagnetischen Wellen, also Licht, Röntgenstrahlung usw., zu den Teilchenstrahlen gezählt, weil diese auch im Teilchenbild als Photonenstrahlung beschrieben werden können. Diese Definition weicht von der oben genannten insofern grundlegend ab, als Photonen keine Masse haben.